# 诺伊尔堡
诺伊尔堡（德語：Neuerburg，發音：[ˈnɔʏɐbʊʁk] ⓘ）是德国莱茵兰-普法尔茨州比特堡-普吕姆艾费尔山县的城市，面积10.17平方千米，2023年12月31日人口为1,560人。